# كارميلو فيلالبا
كارميلو فيلالبا (بالإسبانية: Carmelo Villalba)‏ هو لاعب كرة قدم أرجنتيني في مركز الدفاع، ولد في 30 يونيو 1962 في بوينس آيرس في الأرجنتين. لعب مع أرجنتينوس جونيورز وتشاكاريتا جيونيورز وتيغري ويونيون دي سانتا في.

## وصلات خارجية
- كارميلو فيلالبا على موقع الاتحاد الأوربي (الإنجليزية)
- كارميلو فيلالبا على موقع قاعدة بيانات كرة القدم.إي يو (الإنجليزية)